# جولي ماري بارمنتييه
جولي ماري بارمنتييه (بالفرنسية: Julie-Marie Parmentier)‏ هي ممثلة فرنسية، ولدت في 13 يونيو 1981 في فرنسا.

## أعمال

### أفلام
- (2000) المدينة هادئة
- (2011) ثلوج كليمنجارو[2]
- (2012) وداعا ملكتي[3]

## وصلات خارجية
- جولي ماري بارمنتييه على موقع IMDb (الإنجليزية)
- جولي ماري بارمنتييه على موقع ألو سيني (الفرنسية)
- جولي ماري بارمنتييه على موقع ميوزك برينز (الإنجليزية)
- جولي ماري بارمنتييه على موقع أول موفي (الإنجليزية)
- جولي ماري بارمنتييه على موقع قاعدة بيانات الأفلام السويدية (السويدية)
- جولي ماري بارمنتييه على موقع قاعدة بيانات الفيلم (الإنجليزية)
- جولي ماري بارمنتييه على موقع كينوبويسك (الروسية)